# Maria Eisner
Maria Eisner (8 de febrero de 1909 - 8 de marzo de 1991) fue una fotógrafa, editora y agente fotográfica.
Nació en Milán pero estudió en Alemania. Comenzó trabajando como fotoperiodista en la agencia Alliance Photo que fue una de las primeras agencias que se formaron en Francia y se creó en 1934 al unirse Eisner al grupo del Studio Zuber del que formaban parte Robert Capa, Pierre Boucher, David Seymour, Emeric Feher, René Zuber y Denise Bellon.
Como había emigrado de Alemania en 1933, al producirse la invasión de Francia durante la Segunda Guerra Mundial fue trasladada a un campo de refugiados en los Pirineos, pero lo abandonó y a través de Portugal se trasladó a Estados Unidos. En 1947  junto a los fotoperiodistas Henri Cartier-Bresson, Robert Capa, David Seymour, George Rodger y William Vandivert fundó la agencia Magnum.